# Halbendorfer See
Der Halbendorfer See, obersorbisch Brězowski jězor, ist ein zwei Kilometer langer und 500 Meter breiter Badesee nahe Weißwasser in der Oberlausitz (Ostsachsen). Er befindet sich auf dem Gebiet der Gemeinden Groß Düben, Schleife und Trebendorf. Namensgebend ist der Groß Dübener Ortsteil Halbendorf, an dessen Uferseite seit 1982 ein Erholungsgebiet entstand.
Der See wird überregional vermarktet. Neben Badestränden gibt es in direkter Strandnähe Textil- und FKK-Campingplätze und einen Bootsverleih. Seit 2014 gibt es hier eine Wakeboard- und Wasserski-Anlage. Den jährlichen Saisonhöhepunkt bildet das Neptunfest im Juli, bei dem der stilisierte Meeresgott Neptun aus dem See kommt, um einige Menschen zu taufen.
Entstanden ist der Halbendorfer See aus einem Restloch des Tagebaus Trebendorfer Felder, aus dem bis 1969 Braunkohle gefördert wurde. Zu diesem ehemaligen Tagebau gehören weitere Seen, die teilweise über Kanäle mit dem Halbendorfer See verbunden sind. Die Straße zwischen Trebendorf und Halbendorf, die zwischen den beiden größten Seen verläuft, ist in den 1970er Jahren teilweise eingesackt. Erst nach Verdichtungsmaßnahmen durch die LMBV gegen Ende der neunziger Jahre konnte auf dem Damm eine neue Straße gebaut werden. Diese wird vom seeumführenden Radweg tangiert.
Der See wird durch einen Nebenarm der Struga gespeist, in die er auch wieder entwässert werden kann. Zum Schutz der Strände vor Erosion wird der Wasserstand im Herbst um etwa 10 cm abgesenkt.